# Nyeverkinói járás
A Nyeverkinói járás (oroszul Неверкинский район) Oroszország egyik járása a Penzai területen. Székhelye Nyeverkino.

## Népesség
- 1989-ben 19 247 lakosa volt.
- 2002-ben 18 538 lakosa volt, melynek 50%-a tatár, 24,9%-a csuvas, 20,1%-a orosz, 4,5%-a mordvin.
- 2010-ben 16 329 lakosa volt, melynek 50,4%-a tatár, 25,1%-a csuvas, 19,6%-a orosz, 4,5%-a mordvin.